# 九糎臼砲
九糎臼砲（きゅうせんちきゅうほう）、とは日本軍が日清戦争から太平洋戦争まで使用した臼砲である。
1891年（明治24年）に制定された物は青銅製であったが1903年（明治36年）から砲身が鋼製になり大阪砲兵工廠で生産された。
左右旋回角は固定で駐退機を持たない簡単な構造をしている。
日露戦争では十五糎臼砲や二十八糎砲と共に活躍している。
第二次世界大戦でも旧式ながら沖縄戦線で使用されアメリカ軍が鹵獲したものが沖縄市戦後文化資料展示室ヒストリートに展示されている。

## スペック
- 口径:90mm
- 砲身:850mm
- 初速:245m/秒
- 射程:4,150m
- 重量:450Kg